# Rajševa
Rajševa (cyr. Рајшева) – wieś w Bośni i Hercegowinie, w Republice Serbskiej, w gminie Teslić. W 2013 roku liczyła 356 mieszkańców.